# Ejler Allert
Ejler Arild Emil Allert (Tingsted, 27 novembre 1881 – Rødovre, 25 marzo 1959) è stato un canottiere danese.

## Palmarès

### Olimpiadi
- 1 medaglia:
  - 1 oro (Stoccolma 1912 nel quattro con inriggers)